# Paul Clerckx
Paul Marie Joseph Alphonse Constantin Clerckx (Tessenderlo, 7 oktober 1887 - 26 september 1970), was een Belgisch volksvertegenwoordiger, burgemeester en arts.

## Levensloop
Clerckx had broers: Georges Clerckx (1888-1974), pastoor in Runkst en Louis Clerckx (1893-1945), tijdelijk dienstdoende gouverneur van de provincie Antwerpen.
Hij werd doctor in de geneeskunde en vestigde zich in Tessenderlo. Hij werd in 1921 verkozen tot gemeenteraadslid en in 1935 tot burgemeester, een ambt dat hij uitoefende tot in 1970. Van 1921 tot 1929 was hij ook provincieraadslid.
In 1930 volgde hij de overleden Jean Ramaekers op als katholiek volksvertegenwoordiger voor het arrondissement Hasselt en dit tot in 1936. In 1939 werd hij opnieuw verkozen en oefende het mandaat uit tot in 1954.
In 1934 werd hij lid van de algemene vergadering van de Katholieke Unie van België, als afgevaardigde van de middenstandsorganisatie.
Van 1944 tot 1966 was hij voorzitter van NCMV voor de regio Limburg. 